# Colonia Belgrano
Colonia Belgrano es una localidad y comuna argentina situada en el departamento San Martín, en el centrooeste de la provincia de Santa Fe.
Su economía es fundamentalmente agrícola ganadera. Además cuenta con varias pymes metalúrgicas.
Hay una escuela primaria, una secundaria y dos escuelas rurales.

## Población
Cuenta con 1,284 habitantes (Indec, 2010), lo que representa un incremento frente a los 1,248 habitantes (Indec, 2001) del censo anterior.

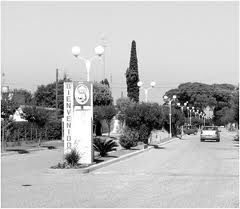
Entrada a Colonia Belgrano

| Gráfica de evolución demográfica de Colonia Belgrano entre 1991 y 2010 |
|                                                                        |
| Fuente: Censos nacionales del INDEC                                    |

## Fiesta del Bricelet
El bricelet es un postre dulce de origen suizo arraigado fuertemente en Colonia Belgrano, traído a tierras santafesinas de la mano de los primeros colonos suizos que llegaron a la localidad. Esta fiesta, la cual se celebra el sábado más cercano al 8 de marzo, reúne a aproximadamente unas 3000 personas cada año, y en ella se ofrecen comidas típicas que llegaron de diversos países europeos con los inmigrantes. Se festeja junto con el aniversario del pueblo y es la fiesta más popular que se realiza en esta colonia.

## Toponimia
A pesar de la similitud con el nombre del General Dr. Manuel Belgrano, el nombre de Colonia Belgrano no guarda relación con esta importante figura de la historia argentina, sino que se remonta a una similitud fonética entre una expresión en italiano y este apellido, que curiosamente guardan el mismo origen. Los primeros colonos de origen italiano que poblaron la zona, tras venir de lugares donde la fertilidad en la tierra no era de las mejores, se vieron asombrados por la facilidad de la germinación y el crecimiento de sus cultivos. Al momento de inscribir al pueblo nuevo, se propuso inscribirlo como "Bel Grano", frase italiana cuya posible traducción es "grano fino", o "grano de calidad". En los registros, la expresión se deformó convirtiéndose en Belgrano, sin el espacio, nombre con el que actualmente se conoce a la colonia.

## Ubicación
Está situada sobre la RP 35S, en el departamento San Martín de la provincia de Santa Fe (Argentina), a 2 km de la intersección con la RP 64, a 18 km nacional RN 34 y a 12 km de la intersección con la RP 10, distando 120 km de la capital de la provincia, 160 km de la ciudad de Rosario, a 90 km de la ciudad de Rafaela, 120 km de San Francisco, provincia de Córdoba y 320 km de la ciudad de Córdoba.
El distrito Colonia Belgrano se encuentra ubicado en el vértice donde se unen 3 departamentos de la provincia de Santa fe, estos son: Departamento San Martín, al cual pertenece, departamento Las Colonias y departamento San Gerónimo.
Limita al norte con Santa Clara de Buena Vista, departamento Las Colonias, al oeste con López y Campo Piaggio, al sur limita con Gálvez, departamento San Gerónimo y Cañada Rosquin, departamento San Martín y al oeste con Traill y San Martín de las Escobas del mismo departamento San Martín. 
- Altitud: 47 m s. n. m.;
- latitud: 31°55′ S;
- longitud: 61°23′ O.

## Clima y topografía
La topografía de la zona es ligeramente ondulada, de características bastante uniformes y pendientes suaves, lo cual facilita las comunicaciones, y las labores rurales. El suelo es muy apto para la agricultura. La localidad está ubicada en un terreno elevado, alrededor de 47 m s. n. m., que permite el escurrimiento natural de las aguas hacia los cuatro puntos cardinales; como consecuencia de ello, son raras las inundaciones.
El clima y las características topográficas determinan condiciones favorables para el asentamiento humano, el cual puede desarrollar distintas actividades económicas.
El clima de la zona es templado. Se observa un período húmedo que se extiende de marzo a julio, aunque los dos últimos meses no son húmedos por las precipitaciones caídas, sino por la humedad acumulada en el suelo. Agosto sería el único mes seco sino ocurre el fenómeno mencionado anteriormente. Ningún mes presenta exceso de agua; enero y febrero, tienen una deficiencia de 60 mm en conjunto. Durante el resto del año no hay déficit hídrico porque la evapotranspiración se cubre con la precipitación y el agua acumulada en el suelo.
El Departamento San Martín  se encuentra enmarcado en las isohietas de los 800 y 900 mm, con un corrimiento en función del Hemiciclo reinante: 1973 a ~2020 "Húmedo". La lluvia es uno de los factores meteorológicos que centra la atención del productor agropecuario, ya que en esta zona se dispone de agua "barata" a través de esta fuente; el agua de perforación es "cara", porque se extrae de 70 m o más (acuífero Puelche"). Su cantidad y distribución en el año, son dos de los factores que regulan el éxito o el fracaso de los cultivos. La estación de mayores precipitaciones es el verano, notándose una declinación definida en el otoño para alcanzar valores mínimos en los meses de invierno. Durante los meses primaverales la tendencia es ascendente.

## Cultura

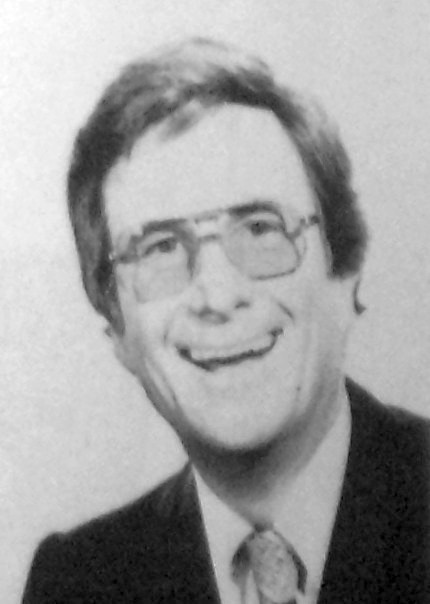
El célebre showman Silvio Soldán es oriundo de esta comarca.

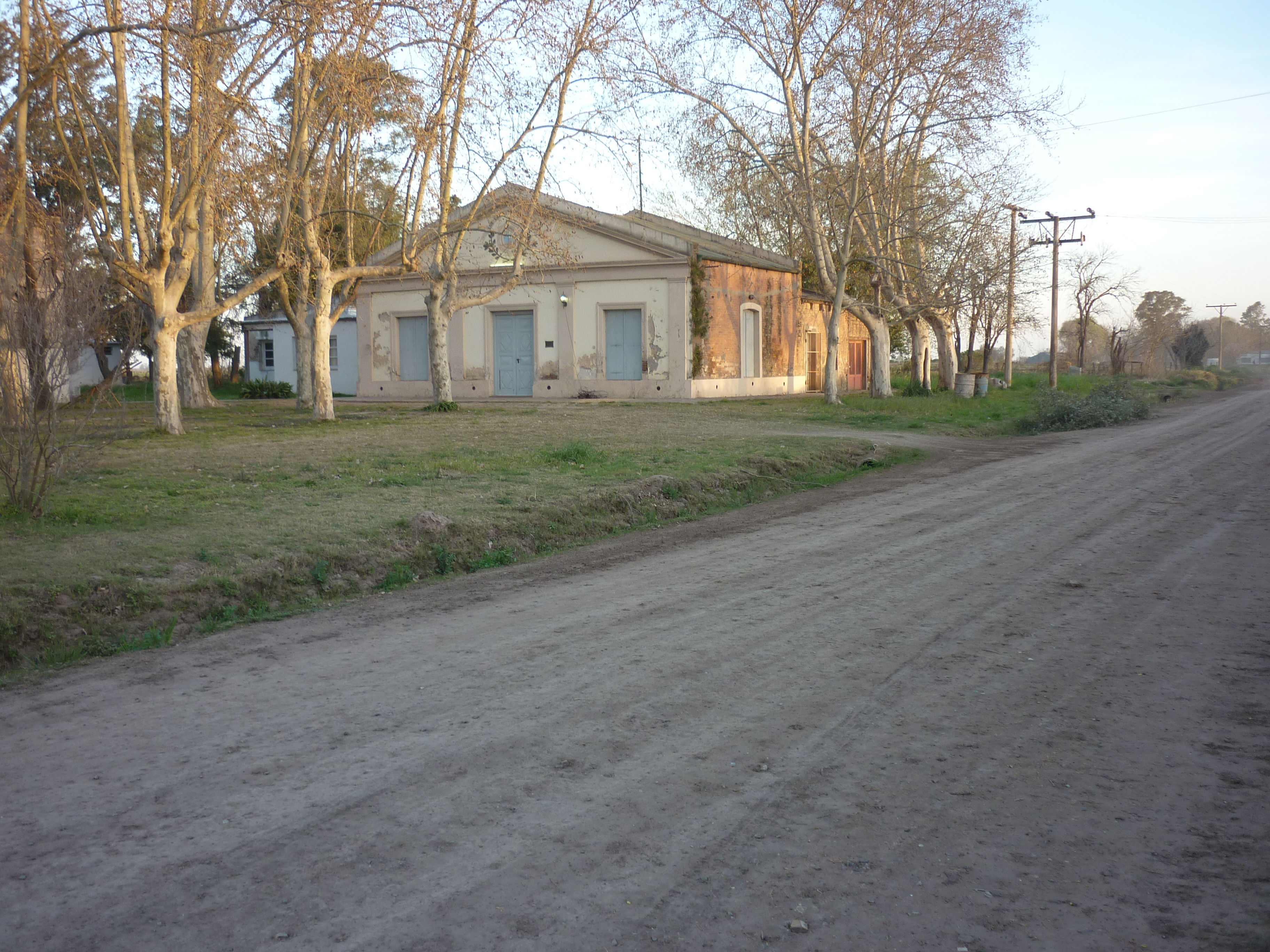
Iglesia Evangélica Valdense Colonia Belgrano

Una de las particularidades es que cuenta con el primer templo de la Iglesia Evangélica Valdense del Río de la Plata, a pesar de que existe un templo de la misma iglesia en La Paz (Canelones), que comenzó a ser construido en una fecha cercana, pero cuya terminación fue tardía a éste.
También cuenta con una Iglesia Católica.
En la localidad funciona una Comisión de cultura formada por representantes de todas las instituciones de la localidad.
Existe un grupo coral que participa en numerosos encuentros de la zona y de todo el país.
Aquí se realiza la fiesta del bricelet (masita suiza), durante el mes de marzo de cada año. Se festeja con una fiesta popular.
Cuenta con una importante biblioteca pública.

## Religión

#### Catolicismo
La localidad cuenta con un templo católico de estilo colonial. El patrono de esta es San Roque el 16 de agosto, esto se festeja con una celebración que dura 3 días y hay desde misa hasta juegos.

#### Evangélicos Valdenses
Es la religión donde tiene los pilares el nacimiento del poblado. La misma cuenta con 2 templos: el templo antiguo, el cual data de finales del siglo XIX; el templo nuevo data de la década del 80.
El primero está próximo a ser declarado patrimonio provincial.

#### Otras religiones
En la localidad existen 2 templos de nuevos movimientos religiosos, principalmente evangelistas, entre los que se destaca la iglesia ‘Príncipe de Paz’.
Además, a pesar de no existir templo, existen una cantidad considerable de devotos de la iglesia Adventista del séptimo día.

## Historia
Cuando los pueblos comenzaban a formarse y sin contar con límites definidos, la provincia se hallaba dividida en 4 departamentos.
Ante el avance de la civilización, en 1883, se sucedieron nuevas divisiones, hasta que en el año 1887 se promulgó el decreto quedando los departamentos divididos en 107 distritos.
Atributos naturales y su excelente fertilidad de la zona, fue motivo de atracción a numerosos inmigrantes, convirtiendo asentamientos en localidades como Esperanza, San Carlos, San Martín de las Escobas y hasta el paraje denominado “Monte Ralo”.
Los primeros propietarios y pobladores de estas tierras fueron los señores Coll y Sardá, los que más tarde vendieron a Don Froylán Ortiz.
Según consta en documentos, el 29 de enero de 1883, Ortiz, le confiere poder especial a Don Rafael Mansilla, para vender su propiedad situada en el departamento San Gerónimo, en la cual estaba establecida la “Colonia denominada Belgrano”.
El Gobierno provincial aprobó la Fundación de Colonia Belgrano por decreto, el 8 de marzo de 1883, adjudicándosela al señor Froylán Ortiz como apoderado del mismo, a pesar de que ya desde el año 1881 se encontraban varias familias afincadas en el lugar. Las tierras, se vendieron a los señores Germán y Federico Wildermuth, quienes procedieron a fraccionarlas.
Entre algunos de los primeros pobladores, afluyentes desde San Carlos, se encuentran apellidos como: Baret, Rond, Rochón, Tron, Mugas, Micol, Clot, Mathé, Bonin, Monnet, Chambón, Leger, Comba y Bonous, entre otros… Stiefel, Charles, Huber, Dolder, Klenzi, Duttweiler, Nicollier, Schenkel, Poncio, Zaugg, Grolimund, Flury, Ehrsam, Perriard, Galliard, Boglione, Calamé, Fauggel, Tschop, Wiedmer y Viano, son otros apellidos.
Los años 1886 y 1887, han quedado grabados en la población como los más trágicos, debido a las epidemias de cólera y los años 1918 y 1919 por epidemia de Bubónica.
Como es de suponer, a su nombre se lo asocia con el General Dr. Manuel José Joaquín del Corazón de Jesús Belgrano, creador de la bandera argentina, pero no es así. Cuando los primeros pobladores fundaron el pueblo (Froylán Ortiz), sorprendidos por la excelente calidad que lograban con sus cultivos, propusieron inscribirlo como “Bel Gran”, frase en idioma italiano que significa “Bello Grano”. Evidentemente los funcionarios encargados del registro se equivocaron o no aprobaron el uso de la lengua extranjera y lo “rebautizaron” como "Belgrano". Cabe aclarar que el apellido del prócer Manuel Belgrano, tiene exactamente el mismo origen.

#### Iniciativa de repoblación
Uno de los grandes fenómenos del siglo XX fue el traslado masivo de la población rural a las ciudades. Desde la fundación Es Vicis -que desde 2014 promueve la repoblación de comunidades rurales- se estableció un programa de repoblamiento en Colonia Belgrano, logrando trasladar 15 familias de Rosario y Santa Fe a Colonia Belgrano, una experiencia que generó el crecimiento del 10% de la población y la creación de 23 emprendimientos no agropecuarios. Dado el éxito de este proyecto, Es Vicis proyecta replicar el esquema en los departamentos General López, San Martín y Las Colonias, buscando trazar un esquema de red entre los nuevos pueblos a repoblar..

## Deportes

### Automovilismo
Participaron 8 autos en 4 categorías ( TC 4000, Turismo santafesino, Fiat 600 Zonal y Rally Santafesino)

### Fútbol
Club Atlético Belgrano: participa en la "Liga Galvense de Fútbol" en categorías de primera división e inferiores.
Además de fútbol se practican otras disciplinas deportivas, tales como: vóley, padle, patín y bochas. Esta en funcionamiento en el Campo de Deportes "Delmiro Balbi" del Club Atlético Belgrano una cancha de polvo de ladrillo para la práctica de tenis inglés, en perfectas condiciones de uso.